# Tipula tristillata
Tipula tristillata är en tvåvingeart som beskrevs av Alexander 1929. Tipula tristillata ingår i släktet Tipula och familjen storharkrankar. Inga underarter finns listade i Catalogue of Life.